# Station Zasieki
Station Zasieki is een spoorwegstation in de Poolse plaats Zasieki.